# Franz Xaver Glöggl
Franz Xaver Glöggl (Linz, Alta Àustria, 21 de febrer de 1764 – 16 de juny de 1839) fou músic i director d'orquestra. També es dedicà a la venda d'obres musicals, i el 1790 fou nomenat mestre de capella de la seva vila natal. Reuní una col·lecció d'instruments musicals. Va escriure Erklärung des musikaloschen Hauptzirkels (1810); Allgemeines musikalisches Lexikon (1822), obra sense acabar; i Der musikalische Gottesdients (1822). El seu fill Franz nascut a Linz (1797-1872) fundà una acadèmia de música el 1849 i edità la Neue Wienen Musikzeitung.